# هیلدهبرند

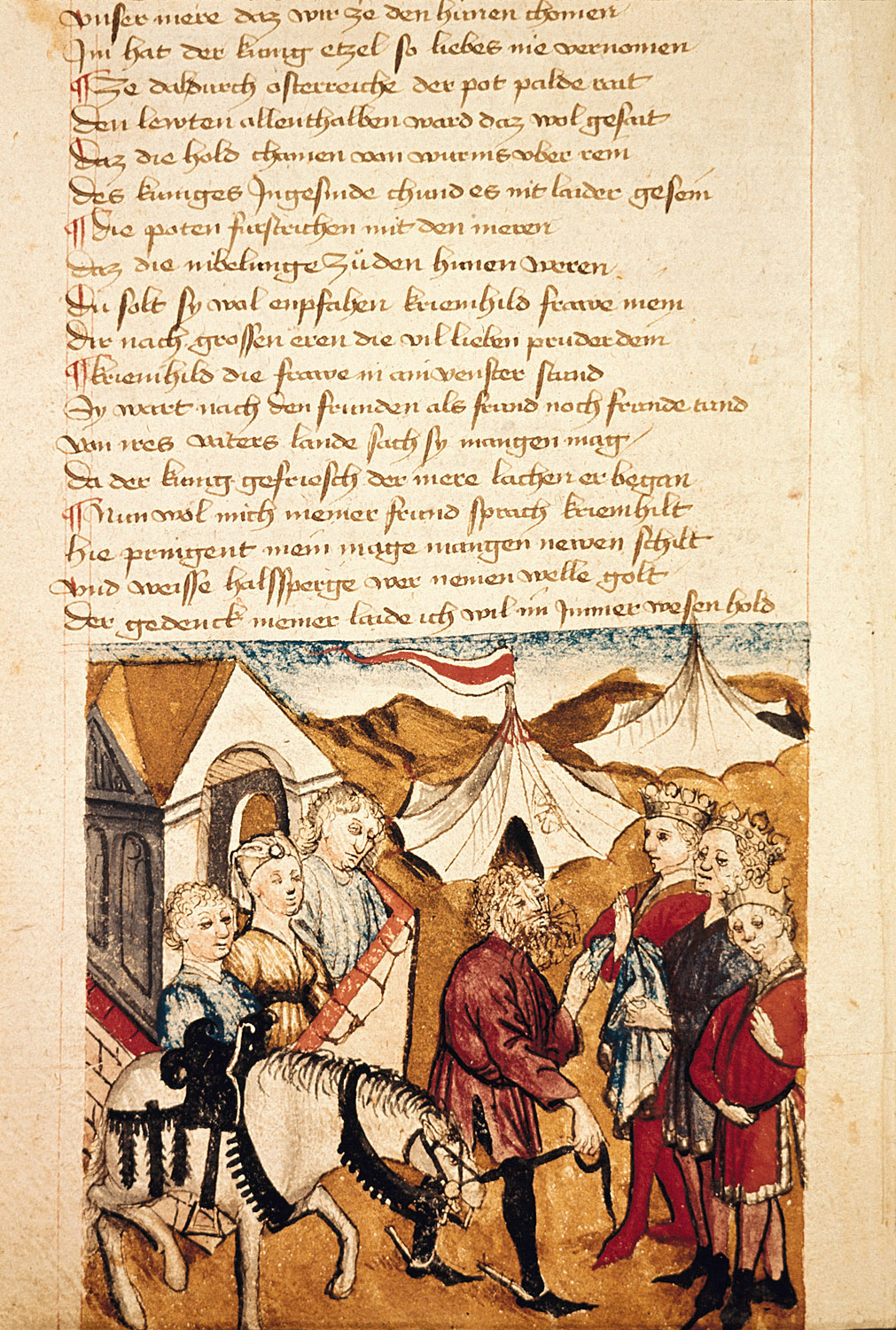
هشدار هیلدبرند به بورگوندی‌ها Hundeshagenscher Kodex

هیلدهبرند یک شخصیت افسانه ای ژرمن است. . واژه hild به معنی "نبرد" و با brand به معنی "شمشیر" است.  ریشه این نام خود  به احتمال بسیار زیاد از  زبان لمباردی می آید.
در  نوشته های کهن Hildebrandslied او با  پسر خود هادوبرند می جنگد. 
اگر چه  او در داستها  ارتباط با شخصیت های تاریخی مانند تئودوریک بزرگ و اودوآکر  از 5 و 6 قرن  همراهی دارد  اما خود   به عنوان یک شخصیت تاریخی  شناخته نشده است.